# HNK Orašje
HNK Orašje je hrvatski nogometni klub iz Orašja, BiH.
Svoje utakmice igra na Stadionu Goal Orašje, koji može primiti 4500 gledatelja, od toga je natkriveno 1000 mjesta.
Klupske boje su crvena i bijela.

## Povijest
Klub je utemeljen 1996. i jedan je od najmlađih klubova koji su igrali u Premijer ligi BiH.
Pred početak sezone 2022./23. odustaju od natjecanja u Prvoj ligi FBiH zbog financijskih problema.
Trenutačno se aktivni u omladinskim kategorijama

## Klupski uspjesi
- Kup BiH: 2005./06., pobjednik
- Sudionik Kupa UEFA 2006./07.
- Nogometni kup Herceg-Bosne: 1997./98., 1999./00., pobjednik
- Nogometni kup Herceg-Bosne, 1996./97., finalist
- Finalist Super kupa BiH: 1997./98. (HNK Orašje - FK Sarajevo 0:0, FK Sarajevo - HNK Orašje 1:0)
- Omladinski kup BiH: 2001./02.; 2006./07.; 2007./08., pobjednik

## Vanjske poveznice
- (port.) Zerozero.pt HNK Orašje
- (engl.) Worldfootball.net HNK Orašje
- (engl.) Transfermarkt  Arhivirana inačica izvorne stranice od 18. listopada 2016. (Wayback Machine) HNK Orašje